# Sever do Vouga
Sever do Vouga là một huyện thuộc tỉnh Aveiro, Bồ Đào Nha. Huyện này có diện tích 130 km², dân số thời điểm năm 2001 là 13186 người.